# Olympische Sommerspiele 1992/Rudern – Achter (Frauen)
Der Ruder-Achter der Frauen bei den Olympischen Sommerspielen 1992 wurde vom 28. Juli bis 2. August auf dem Estany de Banyoles ausgetragen.

## Ergebnisse

### Vorläufe

#### Vorlauf 1
| Rang | Nation             | Athletinnen | Zeit        | Qualifikation |
| ---- | ------------------ | --- | ----------- | ------------- |
| 1    | Kanada             | Kirsten Barnes, Brenda Taylor, Megan Delehanty, Marnie McBean, Shannon Crawford, Kay Worthington, Jessica Monroe, Kathleen Heddle, Lesley Thompson (Steuerfrau)    | 6:11,44 min | A-Finale      |
| 2    | China              | Lin Zhiai, Ma Linqin, Pei Jiayun, He Yanwen, Liu Xirong, Liang Xiling, Cao Mianying, Zhou Shouying, Li Ronghua (Steuerfrau)                                        | 6:14,99 min | Hoffnungslauf |
| 3    | Vereinigte Staaten | Tina Brown, Shannon Day, Betsy McCagg, Mary McCagg, Sarah Gengler, Tracy Rude, Kelley Jones, Diana Olson, Yasmin Farooq (Steuerfrau)                               | 6:15,52 min | Hoffnungslauf |
| 4    | Tschechoslowakei   | Lenka Zavadilová, Eliška Jandová, Renata Beránková, Martina Šefčíková, Sabina Telenská, Michaela Vávrová, Hana Žáková, Hana Dariusová, Lenka Kováčová (Steuerfrau) | 6:31,54 min | Hoffnungslauf |

#### Vorlauf 2
| Rang | Nation         | Athletinnen | Zeit        | Qualifikation |
| ---- | -------------- | --- | ----------- | ------------- |
| 1    | Deutschland    | Annegret Strauch, Sylvia Dördelmann, Cerstin Petersmann, Kathrin Haacker, Dana Pyritz, Christiane Harzendorf, Ute Wagner, Judith Zeidler, Daniela Neunast (Steuerfrau) | 6:11,70 min | A-Finale      |
| 2    | Vereintes Team | Switlana Fil, Irina Gribko, Natalija Grigorjewa, Ekaterina Kotko, Marina Snak, Natalja Stassjuk, Sarmīte Stone, Marina Suprun, Jelena Medwedewa (Steuerfrau)           | 6:15,04 min | Hoffnungslauf |
| 3    | Rumänien       | Doina Snep, Doina Robu, Ioana Olteanu, Viorica Lepădatu, Iulia Bobeică, Viorica Neculai, Maria Pădurariu, Adriana Bazon, Elena Georgescu (Steuerfrau)                  | 6:16,74 min | Hoffnungslauf |
| 4    | Großbritannien | Fiona Freckleton, Philippa Cross, Dot Blackie, Susan Smith, Kate Grose, Rachel Hirst, Kareen Marwick, Katharine Brownlow, Alison Paterson (Steuerfrau)                 | 6:31,63 min | Hoffnungslauf |

### Hoffnungslauf
| Rang | Nation             | Athletinnen | Zeit        | Qualifikation |
| ---- | ------------------ | --- | ----------- | ------------- |
| 1    | Rumänien           | Doina Snep, Doina Robu, Ioana Olteanu, Viorica Lepădatu, Iulia Bobeică, Viorica Neculai, Maria Pădurariu, Adriana Bazon, Elena Georgescu (Steuerfrau)              | 6:10,98 min | A-Finale      |
| 2    | China              | Lin Zhiai, Ma Linqin, Pei Jiayun, He Yanwen, Liu Xirong, Liang Xiling, Cao Mianying, Zhou Shouying, Li Ronghua (Steuerfrau)                                        | 6:13,80 min | A-Finale      |
| 3    | Vereinigte Staaten | Tina Brown, Shannon Day, Betsy McCagg, Mary McCagg, Sarah Gengler, Tracy Rude, Kelley Jones, Diana Olson, Yasmin Farooq (Steuerfrau)                               | 6:13,83 min | A-Finale      |
| 4    | Vereintes Team     | Switlana Fil, Irina Gribko, Natalija Grigorjewa, Ekaterina Kotko, Marina Snak, Natalja Stassjuk, Sarmīte Stone, Marina Suprun, Jelena Medwedewa (Steuerfrau)       | 6:14,97 min | A-Finale      |
| 5    | Großbritannien     | Fiona Freckleton, Philippa Cross, Dot Blackie, Susan Smith, Kate Grose, Rachel Hirst, Kareen Marwick, Katharine Brownlow, Alison Paterson (Steuerfrau)             | 6:18,99 min | B-Finale      |
| 6    | Tschechoslowakei   | Lenka Zavadilová, Eliška Jandová, Renata Beránková, Martina Šefčíková, Sabina Telenská, Michaela Vávrová, Hana Žáková, Hana Dariusová, Lenka Kováčová (Steuerfrau) | 6:22,59 min | B-Finale      |

### B-Finale
| Rang | Nation           | Athletinnen | Zeit        |
| ---- | ---------------- | --- | ----------- |
| 1    | Großbritannien   | Fiona Freckleton, Philippa Cross, Dot Blackie, Susan Smith, Kate Grose, Rachel Hirst, Kareen Marwick, Katharine Brownlow, Alison Paterson (Steuerfrau)             | 6:29,68 min |
| 2    | Tschechoslowakei | Lenka Zavadilová, Eliška Jandová, Renata Beránková, Martina Šefčíková, Sabina Telenská, Michaela Vávrová, Hana Žáková, Hana Dariusová, Lenka Kováčová (Steuerfrau) | 6:31,12 min |

### A-Finale
| Rang | Nation             | Athletinnen | Zeit        |
| ---- | ------------------ | --- | ----------- |
| 1    | Kanada             | Kirsten Barnes, Brenda Taylor, Megan Delehanty, Marnie McBean, Shannon Crawford, Kay Worthington, Jessica Monroe, Kathleen Heddle, Lesley Thompson (Steuerfrau)        | 6:02,62 min |
| 2    | Rumänien           | Doina Snep, Doina Robu, Ioana Olteanu, Viorica Lepădatu, Iulia Bobeică, Viorica Neculai, Maria Pădurariu, Adriana Bazon, Elena Georgescu (Steuerfrau)                  | 6:06,26 min |
| 3    | Deutschland        | Annegret Strauch, Sylvia Dördelmann, Cerstin Petersmann, Kathrin Haacker, Dana Pyritz, Christiane Harzendorf, Ute Wagner, Judith Zeidler, Daniela Neunast (Steuerfrau) | 6:07,80 min |
| 4    | Vereintes Team     | Switlana Fil, Irina Gribko, Natalija Grigorjewa, Ekaterina Kotko, Marina Snak, Natalja Stassjuk, Sarmīte Stone, Marina Suprun, Jelena Medwedewa (Steuerfrau)           | 6:09,68 min |
| 5    | China              | Lin Zhiai, Ma Linqin, Pei Jiayun, He Yanwen, Liu Xirong, Liang Xiling, Cao Mianying, Zhou Shouying, Li Ronghua (Steuerfrau)                                            | 6:12,08 min |
| 6    | Vereinigte Staaten | Tina Brown, Shannon Day, Betsy McCagg, Mary McCagg, Sarah Gengler, Tracy Rude, Kelley Jones, Diana Olson, Yasmin Farooq (Steuerfrau)                                   | 6:12,25 min |